# Roman Wojciechowski
Roman Aleksander Wojciechowski, ps. Pazur (ur. 9 czerwca 1949 w Siemianowicach Śląskich) – polski wokalista rhythm and bluesowy, kompozytor, nestor śląskiej muzyki. Nagrywał i koncertował ze wszystkimi liczącymi się twórcami polskiej muzyki rozrywkowej.

## Życiorys
Zadebiutował w 1965 w amatorskim zespole muzycznym Meteory. W latach 1968–1972 był liderem grupy Twarze Dzielnicy Południowej, znanej także jako Twarze i będącej jednym z pierwszych zespołów bluesowych, a także blues-rockowych z prawdziwego zdarzenia na Górnym Śląsku, jak i w Polsce.

Roman Wojciechowski to artysta, którego działalność wywarła ogromny wpływ na środowisko muzyków śląskich i nie tylko. Jest on również założycielem legendarnej grupy Twarze. Członkowie tego zespołu tworzyli trzon wielu polskich grup takich jak Breakout, Czesław Niemen Group, SBB, Niebiesko-Czarni, Wiślanie. Nietuzinkowy tembr głosu, a także ogromna ekspresja to zalety, które czynią go jednym z najlepszych polskich wokalistów, mogącym bez kompleksów występować u boku czołówki światowych wykonawców, a jego nowa płyta może mieć wielkie znaczenie w promocji kultury mającej swe źródła w naszym regionie

„Twarze” grupa, która działała z dużym powodzeniem na przełomie lat 60 i 70 w Katowicach. Wokalistą i liderem był Roman „Pazur” Wojciechowski. Zespół ten grający muzykę z pogranicza bluesa i rocka był obok Silesian Blues Band Józefa Skrzeka prekursorem śląskiego myślę, że również polskiego bluesa. Dla mnie, Giera i Kawy kapele te były czymś wspaniałym. Potrafiliśmy jeździć za nimi wszędzie, nosić ich klamoty byle być na ich koncercie... Mój szacunek do Romka pozostał. Jest artystą twórczym, ciągle poszukującym. Warto zobaczyć i posłuchać jak ten muzyk i wokalista mimo upływu tylu lat z energią młodego człowieka realizuje swój artystyczny program

Roman „Pazur” Wojciechowski legendarny śląski wokalista rhythm and bluesowy,
założyciel wielu interesujących formacji grających różne formacje bluesa i rocka. Interesujący tembr Jego głosu ożywia nawet skromne czasem pochody harmoniczne lub rytmiczne, czyniąc z nich stylowe, rasowe interpretacje

Wiosną 1972 roku zastąpił Janusza Hryniewicza i wszedł w skład zespołu Wiślanie 69. Piosenki w ich wykonaniu pt. Kiedy nadejdzie czas i A o nas nie wie nikt przez kilka miesięcy gościły na pierwszym miejscu listy przebojów Studia Rytm. Kiedy pod koniec 1972 roku kierownik formacji Andrzej Tylczyński zakończył z nią współpracę, muzycy Wiślan działali pod nazwą Ela i Grupa.
W lutym 1973 roku zespół wziął udział w imprezie Zima Katowicka, następnie na krótko reaktywował Twarze, by z początkiem 1974 znaleźć się w rockowej grupie Hokus, która w 1975 roku wygrała łódzkie Targi Estradowe, pokonując m.in. Budkę Suflera. Formacja miała na koncie współpracę z Haliną Frąckowiak, z którą wystąpiła na XIV KFPP Opole ’76 (nagroda publiczności za Pieśń Geiry) i na Międzynarodowej Wiośnie Estradowej w Poznaniu.
Piosenkarka i zespół Wojciechowskiego, wspólnie nagrali singla pt. Pieśń Geiry / Otwieram list, brązowy wrzesień (SP S-45 Tonpress – marzec 1976) oraz koncertowali w kraju i za granicą (Czechosłowacja). Hokus został rozwiązany w 1977 roku, zaś w 1979 wokalista współpracował z grupą Breakout, biorąc udział w nagraniu albumu Żagiel Ziemi i koncertował z hardrockowym Aerobusem (uznawany za pierwszy zespół heavymetalowy w Polsce), w którego składzie znaleźli się muzycy tej miary, co gitarzysta Mirosław Borkowski i perkusista Marek Surzyn, a także basista Zbigniew Wypych (eks-Breakout).

Chciał, żebym ja wszystko śpiewał, ale nie potrafiłem nagiąć się do tej jego stylistyki. Musiałbym to śpiewać na swój własny sposób, a to by zmieniło całą muzykę. Powiedziałem Nalepie, że nie będę śpiewał jak on, bo się nie czuję w tym dobrze i on to zrobi lepiej ode mnie. Dlatego jeden utwór zaśpiewałem z nim wspólnie, a drugi już sam

Nikt wtedy nie grał tak ostro. Na koncertach rozbierałem się, lałem wodę do prezerwatyw i rzucałem je na ludzi. To był szał

Jako współpracownik brany był pod uwagę także przez Czesława Niemena i Budkę Suflera. Od 1979 śpiewał też w zespole Transport Band piosenki utrzymane w konwencji funk-jazz. Dwie z nich: A może by i Obłęd znalazły się na singlu wydanym przez Tonpress. W 1981 roku podczas I Ogólnopolskich Spotkań Rawa Blues wystąpił z towarzyszeniem grupy Dżem.
W grudniu tego samego roku wyjechał na Bliski Wschód jako członek formacji Traffic Lights. Zespół tworzyli: Halina Szemplińska (eks-Gramine; śpiew), Anna Mrożek (śpiew), Roman Wojciechowski (śpiew), Marek Krasowski (eks-Gramine; instrumenty klawiszowe), Zbigniew Jaremko (saksofon), Paweł Dąbrowski (gitara basowa) i Marek Surzyn (perkusja). We wrześniu 1982 roku dołączył Adam Otręba (Dżem, Pick Up). W składzie pojawił się również Jerzy Dobrzyński (dawny współpracownik Gramine; saksofon, instrumenty klawiszowe).
Był także współzałożycielem Federacji Muzyki Rockowej, która powstała latem 1982 roku w Katowicach. W 1983 zastąpił Lesława Kota we wrocławskim zespole rockowym Ozzy (piosenki Obcy Raj, Obce Niebo, Budzi mnie bicie serc, Oliviera i List do Luizy również wydano na singlach). Podczas Rawy Blues ’83 wystąpił z Grupą Bluesową WOO, z którą brał udział m.in. w kolejnych edycjach „Rawy Blues” (1984, 1985), „Jesieni Bluesem ’85” w Białymstoku oraz w ramach spotkań Wokalistów Jazzowych.
W 1986 powstał zespół Pazur Rock-Blues Band. W składzie grupy oprócz niego znaleźli się znani muzycy sceny bluesowej i rockowej: Leszek Cichoński (eks-Ozzy; gitara, śpiew), Włodzimierz Krakus (eks-Hokus, Transport Band) i Ozzy; (gitara basowa, śpiew), Andrzej Urny (gitara, śpiew) i Andrzej Ryszka (perkusja, śpiew). W repertuarze formacji znalazły się utwory, m.in. z repertuaru: B.B. Kinga i The Rolling Stones. W późniejszym okresie z zespołem współpracował m.in. Rafał Rękosiewicz (instrumenty klawiszowe).
W 1991 roku wraz z supergrupą DDD (Dużo Dobrych Dźwięków) wziął udział w konkursie Grand Prix Sopot ’91, będąc pierwszym w historii festiwalu wykonawcą bluesowym i najwyżej ocenionym reprezentantem Polski. W składzie formacji znaleźli się m.in.: pianista Krzysztof Głuch, gitarzysta zespołu Kat Piotr Luczyk, basista Jerzy Kawalec, puzonista Bronisław Duży, skrzypek Henryk Gembalski i saksofonista Aleksander Korecki. Zespół doczekał wydania albumu, pt. Dużo Dobrych Dźwięków (Polton, 1991), lecz później uległ rozwiązaniu.
Po czym przez dwa lata mieszkał w Berlinie. Po powrocie do kraju stanął na czele formacji Roman Pazur Wojciechowski & Czarne Komety z Południa, złożonej głównie z weteranów śląskiego blues-rocka. I wraz z nią nagrał album pt. Roman Wojciechowski & Czarne Komety z Południa z opracowaniami standardów rhythm and bluesowych z lat 60.
Pod koniec roku 1993 u boku Krystyny Stolarskiej (Gayga) i Jana Skrzeka wziął udział w projekcie o nazwie Jork. Zespół powołał do życia Bernard Sołtysik, a piosenki Dopóki czujesz luz z tekstem Jarosława Nowsada (1 miejsce – nagroda dziennikarzy i nagroda publiczności – 1994) i Żyje w nas w nas blues (muzyka Gayga, tekst Janusz Kondratowicz) odniosły sukces, zostając laureatkami plebiscytu Muzyczna Jedynka.
W 1994 roku utwór Żyje w nas blues pojawił się na składance To tylko rock?. W tym samym roku ukazał się maxisingiel Jork – Maxi promotion. W nagraniu płyty wzięli udział: Adam Szewczyk (gitara), Bogdan Kisiel (gitara basowa), Jarosław Janik (perkusja) i Jerzy Macoła. Wkrótce potem trio zakończyło działalność.
W 1996 roku nagrywał z gitarzystą Dariuszem Kozakiewiczem i znanym z Perfectu perkusistą Piotrem Szkudelskim. Efektem tej współpracy jest album składający się z kompozycji Kozakiewicza (krążek nie ukazał się). Muzycy zarejestrowali m.in. utwory: Pozwalam ci (sł. Z. Hołdys), Cudowne okulary (sł. A. Jastrzębiec-Kozłowski), Agresja Recesja (sł. B. Olewicz), Królowa snów (sł. A. Jastrzębiec-Kozłowski).
W 1998 roku nagrał ze swym zespołem płytę Cień Kapelusza, zaś w roku 1999 wystąpił na Przystanku Woodstock oraz koncertował w kraju i za granicą. W 2005 roku ukazał się kolejny album nagrany ze składem, działającym pod nazwą Yesterday, a nosi on tytuł Pazur sings The Beatles.
W 2006 roku został mianowany Dyrektorem Artystycznym Międzyzdrojskiego Muzycznego Non-Stop Festivalu oraz wziął udział w monodramie Kobieta bez Instrukcji. W 2011 roku pojawił się w drugiej edycji programu Must Be The Music.

Muzycy bluesowi nie są popularni, dla ogromnej rzeszy słuchaczy jestem jak UFO. Postanowiłem wrócić z kosmosu na ziemię

W 2013 roku ukazała się płyta Wspomnienie, będąca hołdem wokalisty dla Czesława Niemena. W sesji wzięli udział także: Jacek Krzaklewski (gitara), Włodzimierz Krakus (gitara basowa), Stanisław Witta (instrumenty klawiszowe), Bartosz Niebielecki (perkusja) oraz gościnnie: Aleksander Mrożek (pedal steel guitar), Jan Gałach (skrzypce) i Alicja Janosz (śpiew).
Na przełomie 2015 i 2016 roku nagrał autorski album Kurza twarz (Premiera: 28 czerwca 2016), który zawiera muzykę z pogranicza popu, rocka i bluesa z nieco prześmiewczymi tekstami. Obok stricte premierowego repertuaru, krążek zawiera cztery utwory z repertuaru grupy Ozzy, w nowych aranżacjach (List do Luizy, Bicie serc budzi mnie, Oliviera, Obcy raj, obce niebo), a także nowe wersje kompozycji nagranych wcześniej (Nie patrz na mnie, Rajstopy, Jak psu kość).
W nagraniu i produkcji materiału wzięli udział muzycy biorący udział w realizacji poprzedniej płyty (J. Krzaklewski, W. Krakus, S. Witta, B. Niebielecki). Gościnnie w sesji udział wzięli: Karolina Cygonek (śpiew), J. Gałach (skrzypce), Piotr Baron (saksofon), Marek „Stingu” Popów (gitara) i Jacek Berg (akordeon). W chórkach na płycie śpiewają: Renata Witta, Michał Witta, Andrzej Ryszka.
5 lipca 2017 roku w Międzyzdrojach, w ramach Festiwalu Gwiazd odbył się koncert pt. Noc przebojów – Hity światowej muzyki, którego pomysłodawcą i jednym z wykonawców występujących na scenie był on sam. Ponadto zaprosił do współpracy: Ewę Bem, Grażynę Łobaszewską, Karolinę Cygonek, Sylwestra Targosza-Szalonka, Janusza Hryniewicza, Annę Marię Mbayo i Paulinę Lendę. Wykonawcy zaprezentowali znane przeboje w nietypowych aranżacjach (takie było założenie programowe), a były to m.in. utwory takie jak: Rolling in the deep, Stairway to heaven, czy Simply The best. Podczas koncertu przeprowadzano charytatywną zbiórkę z której pieniądze przeznaczono na leczenie chorego na raka Dominika Suchłabowicza.
Reaktywował swój zespół Czarne Komety z Południa z którym występował w Chorzowie (Dom Pracy Twórczej „Leśniczówka”) i w Tychach (Riedel Music Club). W składzie zespołu znaleźli się wówczas: Andrzej Urny (gitara, śpiew), Krzysztof Głuch (pianino, organy, śpiew), Oskar Ludziak (gitara basowa) i Tomasz Cholewa (perkusja). Od lipca 2018 roku przez pewien okres czasu brał także udział w projekcie „Kinior Reggae Sound”.
8 października 2020 roku wziął udział w specjalnym koncercie online zatytułowanym Tam królował blues..., w pomieszczeniu nieistniejącego od wielu lat klubu „Puls”, którego był on przed laty stałym bywalcem. Towarzyszyli mu wówczas: Stanisław Witta (instr. klawiszowe), Mirek Rzepa (gitara), Sebastian Riedel (gitara) i Michał Kielak (harmonijka ustna).
We wrześniu 2021 roku udostępnił w sieci teledysk do swojej nowej piosenki pt. Noga za nogą – z gościnnym udziałem Wandy Kwietniewskiej i Krzysztofa Wałeckiego. Ponadto w nagraniu utworu, jak i teledysku udział wzięli: Jacek Krzaklewski (gitara), Bronisław Lewandowski (ex- Oberschlesien; gitara), Stanisław Witta (instrumenty klawiszowe), Bronisław Duży (puzon), Bogdan Kisiel (gitara basowa) i Kuba Majerczyk (perkusja). 30 października 2021 r. teledysk miał swoją premierę w programie muzycznym Mini Jack w TVP Katowice.
W lutym 2024 roku został finalistą talent show The Voice Senior 5.
5 października 2024 roku wystąpił z zespołem Grzegorz Kapołka Quartet na festiwalu Rawa Blues.

## Dyskografia

### Albumy
- Dużo Dobrych Dźwięków (Polton, 1991)
- Roman Wojciechowski & Czarne Komety z Południa (1993)
- Cień Kapelusza (PUMIR E-media sp. z.o.o., 1999)[29][21]
- Pazur sings The Beatles (2005)
- Wspomnienie (Music Net, 2013)[23][41]
- Kurza twarz (Soliton, 2016)[27]

### Kompilacje
- Znicz olimpijski (Polskie Nagrania „Muza”,?)
- Ozzy / Laid Back (SP Tonpress,?) – seria Disc Jockey[17]
- Złote Lata Polskiego Beatu 1972 – vol. 2 (Polskie Nagrania „Muza”, 1993)
- To Tylko Rock? – Dla Ciebie Mała (Laser Sound, 1994)
- Bluesowa nowina – kolędy (?, 2000)[42]
- Mira Kubasińska – Powiedzieliśmy już wszystko (Polskie Nagrania „Muza”, 2006)
- Kawa blues (Metal Mind Productions, 2008)
- Antologia Polskiego Bluesa Vol. 1 (4evermusic, 2008)[30]
- Gwiazdy polskiego big beatu – Wiślanie (Polskie Nagrania „Muza”, 2014)

### Single
- Transport Band – A może by... / Obłęd (Tonpress, 1980)[43]
- Ozzy – Obcy Raj, Obce Niebo / Budzi mnie bicie serc (Tonpress, 1983)[17]
- Ozzy – Oliviera / List do Luizy (Tonpress, 1984)[17]
- Jork – Jork – Maxi promotion (Laser Sound, 1994)

### Inne nagrania
- Breakout – Żagiel Ziemi (Pronit, 1980)
- Marek Surzyn – MIKS (Selles Records, 1999)[44]

### Nagrania radiowe
- Wiślanie 69 (1972): Kiedy nadejdzie czas, A o nas nie wie nikt[8]
- Transport Band (1980): Teatr dnia, Baśniowy skrzat, Prośba przy minus dwudziestu, Wszystko się zmieni, Obłęd, A może by